# اشتباكات طرابلس 2023
اشتباكات طرابلس 2023 هي مواجهات مسلحة اندلعت بين قوتين عسكريتين نافذتين في العاصمة الليبية طرابلس في أغسطس 2023، وهما اللواء 444 قتال وجهاز الردع، وأسفرت عن سقوط عشرات القتلى والجرحى، كما أدت إلى إغلاق مطار معيتيقة الدولي وتعليق حركة الطيران.

## الخلفية
تشهد ليبيا حالة من الانقسام السياسي منذ الإطاحة بـمعمر القذافي عام 2011، وقد تشكلت حكومة الوحدة الوطنية المعترف بها دوليًا في طرابلس، في حين تسيطر حكومة موازية على برقة بدعم من خليفة حفتر.
في هذا السياق، تتمتع قوات جهاز الردع واللواء 444 قتال بنفوذ واسع في العاصمة. حيث تخضع قاعدة معيتيقة الجوية ومطارها لسيطرة الردع، بينما يسيطر اللواء 444 على مناطق واسعة جنوب طرابلس ومدن أخرى كترهونة وبني وليد.

## سير الاشتباكات
بدأت الاشتباكات في 14 أغسطس 2023، بعد اعتقال قوات الردع الخاصة لقائد اللواء 444 العقيد محمود حمزة أثناء محاولته السفر عبر مطار معيتيقة الدولي.
توسعت الاشتباكات في عدة مناطق، مثل عين زارة وطريق الشط، واندلعت معارك عنيفة بأسلحة ثقيلة وخفيفة، ما أدى إلى تصاعد أعمدة الدخان في سماء العاصمة. كما أدت الاشتباكات إلى سقوط قذائف على أحياء سكنية وإجلاء مئات العائلات.

## الضحايا
بحسب إحصائيات مركز الطب الميداني والدعم، بلغت الحصيلة 55 قتيلًا و146 جريحًا. كما تم نشر أكثر من 60 سيارة إسعاف وإنشاء 3 مستشفيات ميدانية.

## التهدئة
انتهت الاشتباكات في 15 أغسطس بعد وساطة قادها رئيس الحكومة عبد الحميد الدبيبة، تم خلالها إطلاق سراح العقيد محمود حمزة وتسليمه لطرف محايد. وضمن الاتفاق وقف إطلاق النار وعودة القوات إلى ثكناتها، وتعويض المتضررين.

## تحليلات
أعادت الاشتباكات تسليط الضوء على هشاشة الوضع الأمني في طرابلس، وسيطرة التشكيلات المسلحة على مؤسسات الدولة الاسمية دون خضوع فعلي لها. كما أعربت بعثة الأمم المتحدة للدعم في ليبيا عن قلقها إزاء تأثير هذه التطورات على العملية الانتخابية المتعثرة منذ عام 2021.